# اريك رينولدز
اريك رينولدز (بالإنجليزية: Eric Reynolds)‏ هو فنان قتال مختلط أمريكي، ولد في 17 مارس 1986 في برادنتون في الولايات المتحدة.

## وصلات خارجية
- اريك رينولدز على موقع بيلاتور (الإنجليزية)
- اريك رينولدز على موقع شيردوغ (الإنجليزية)
- اريك رينولدز على موقع IMDb (الإنجليزية)